# Darren Ambrose
Pour les articles homonymes, voir Ambrose.
Darren Paul Ambrose, né le 29 février 1984 à Harlow, est un footballeur anglais. Il évolue au poste de milieu de terrain.

## Biographie
Darren Ambrose possède 10 sélections (2 buts) en équipe d'Angleterre des moins de 21 ans.
Il a notamment joué à Newcastle United, à Charlton et à Crystal Palace.
Le 10 mai 2014 il est libéré par Birmingham City.
Pour la saison 2014-2015, il s'engage avec Ipswich Town.
Pour la saison 2015-2016, il s'engage avec Colchester United.